# Черепово (Себежский район)
Черепово — опустевшая деревня в Себежском районе Псковской области России. Входит в состав Красноармейской волости.

## География
Находится на юго-западе региона, в восточной части района, в пределах Прибалтийской низменности, в зоне хвойно-широколиственных лесов, к востоку от озера Могильно (Могилинское), примерно в 2 км от автомагистрали «Москва—Рига» (М-9).

## История
В 1941—1944 гг. местность находилась под фашистской оккупацией войсками Гитлеровской Германии.

## Население
| 2001 | 2002 | 2010 |
| ---- | ---- | ---- |
| 5    | ↗7   | ↘0   |

### Национальный состав
Согласно результатам переписи 2002 года, в национальной структуре населения русские составляли 86 % от общей численности в 7 чел., из них 4 мужчины, 3 женщины.

## Инфраструктура
Было личное подсобное хозяйство.

## Транспорт
Деревня доступна автотранспортом.
К деревне подходят две автодороги общего пользования местного значения: «От а/д М9 „Балтия“ до дер. Черепово» (идентификационный номер 58-254-830 ОП МП 58Н-105), протяжённостью в 2,9 км и «Демихово — Черепово» (идентификационный номер 58-254-830 ОП МП 58Н-110), протяжённостью в 2,15 км и «Демихово — Долгарёво».